# انوش نصر
انوش نصرالله‌زاده ماسوله معروف به انوش نصر (زاده ۱۲ اسفند ۱۳۱۸) بازیگر سینمای و دارنده نشان درجه یک هنری است.

## فعالیت‌های هنری
نصر فعالیت‌های هنری خود را از سال ۱۳۳۶ در تئاتر و سینما در تماشاخانه گیلان آغاز کرد. او به پاس فعالیت‌های هنری خود در سال ۱۳۸۴ مفتخر به اخذ مدال درجه یک هنر شد. او همچنین موفق به اخذ گواهینامه درجه ۲ هنری، معادل دکترا از سوی شورای عالی انقلاب فرهنگی گردیده‌است.
انوش نصر در سال‌های ۱۳۷۹ الی ۱۳۸۱ مسوولیت انجمن نمایش رشت را بر عهده داشت وی همچنین دبیر انجمن صنفی بازیگران سینما و تلویزیون ایران (شعبه گیلان) نیز بوده‌است.

## فیلم‌های سینمایی
- سردار جنگل (۱۳۶۷)
- صدای پای خدا (۱۳۸۲)
- ساعت ۲۵ (۱۳۸۵)
- پسران جنگل شاقاجی (۱۳۵۵)
- همیشه پای یک زن در میان است (۱۳۸۶)
- ای ایران (۱۳۶۸)
- مرغابی وحشی (۱۳۷۰)
- قربانی (۱۳۷۰)
- پشت پرده مه (۱۳۸۳)
- در مه بخوان (۱۳۸۵)[۲]
- می‌زاک (۱۳۸۷)

## سریال‌ها
- کوچک جنگلی
- آپارتمان
- دنیای شیرین دریا
- جنگلبان کوچک
- سفر به ریشه‌ها
- پریا
- لک لک‌ها بربام
- مهر و ماه
- قلب یخی
- قهوه تلخ
- ورثه آقای نیک‌بخت (۱۳۷۸) شبکه ۱
- روزهای مه‌آلود (۱۳۷۹) برنامه سیمای خانواده شبکه ۱
- پس از باران در نقش پدر شهربانو (۱۳۷۹) شبکه ۳
- بیداری (مجموعه تلویزیونی) (۱۳۸۶) شبکه ۳
- معمای شاه (۱۳۹۴) شبکه ۱
- وارش

## تالیفات
- خداحافظ چارلی خاطرات شفاهی هفت تا هفتاد سال انوش نصر ماسوله به سفارش حوزه هنری گیلان[۶]